# (43788) 1990 RB3
(43788) 1990 RB3 là một tiểu hành tinh vành đai chính. Nó được phát hiện bởi Henry E. Holt ở Đài thiên văn Palomar ở Quận San Diego, California, ngày 14 tháng 9 năm 1990.